# Spider & Jessie
Spider & Jessie ist ein Mystery-Thriller von Dan Kay. Das Filmdrama mit Mckenna Grace und Jojo Regina in den Rollen der titelgebenden Geschwister, die nach der tödlichen Überdosis ihrer Mutter Angst haben, getrennt zu werden und daher deren Tod verheimlichen, feierte Anfang Februar 2025 beim Santa Barbara International Film Festival seine Premiere.

## Handlung
Als Spider und ihre Schwester Jessie die Leiche ihrer Mutter entdecken, die offenbar eine Überdosis genommen hat, wird ihnen schnell klar, dass sie ihren Tod geheim halten müssen, wenn sie nicht getrennt werden wollen. Die beiden Schwestern schließen einen Pakt, niemanden von der Sache zu erzählen, bis sie einen Ausweg gefunden haben. Sie denken sich gegenüber dem Sozialarbeiter ihrer Mutter und einem Drogensüchtigen, der sein Geld eintreiben will, Ausreden aus.

## Produktion

### Regie und Drehbuch
Regie führte Dan Kay, der auch das Drehbuch schrieb.  Es handelt sich bei Spider & Jessie um sein Spielfilmdebüt. Kay hatte, wie Millionen anderer US-Amerikaner auch, selbst miterlebt, wie eine Abhängigkeit nach Opioiden nicht nur das Leben der Süchtigen zerstört, sondern auch ihre Familie zerreißt. Er bezeichnet diese Folge der Opioid-Epidemie als einen „Kollateralschaden der Sucht“, von dem er in seinem Film anhand der beiden Mädchen erzählen wollte, die nach dem Tod ihrer drogenabhängigen Mutter Waisen werden.

### Besetzung und Dreharbeiten
Mckenna Grace spielt Spider und Jojo Regina ihre jüngere Schwester Jessie. Grace ist vor allem für ihre Rolle im Film The Handmaid’s Tale – Der Report der Magd bekannt, für die sie eine Emmy-Nominierung erhalten hatte. Sie spielte zudem die Hauptrolle in Ghostbusters: Legacy. Regina spielte in Der Gesang der Flusskrebse von Olivia Newman die Protagonistin als kleines Mädchen. Der australische Schauspieler Dacre Montgomery, bekannt aus der Fernsehserie Stranger Things und dem Horrorfilm Better Watch Out, ist in der Rolle von Reece zu sehen. Forrest Goodluck spielt Spiders neuen Freund Cody.
Die Dreharbeiten fanden in Los Angeles in Kalifornien und in Plant City und Seminole in Florida statt.

### Veröffentlichung
Die Premiere des Films fand am 8. Februar 2025 beim Santa Barbara International Film Festival statt.